# Microbo & Gasolina
Microbo & Gasolina (Microbe et Gasoil) è un film del 2015 diretto da Michel Gondry.
La pellicola è uscita in Francia l'8 luglio 2015 e in Italia il 5 maggio 2016.
Il film narra le vicende di due adolescenti che intraprendendo un viaggio attraverso la Francia, a bordo di una automobile costruita artigianalmente.
È stato candidato al 21º Premio Lumiére per la miglior colonna sonora.

## Trama
Daniel è uno studente di prima superiore timido e introverso, con la passione per il disegno; per la sua statura e il suo carattere riservato viene soprannominato dai compagni Microbo. Diventa presto amico di Théo, che si è appena trasferito a Versailles, un ragazzo eccentrico e con la passione per i motori, da cui il nomignolo Gasolina.
Insieme iniziano a trascorrere i pomeriggi dopo scuola e un giorno, vendendo degli scarti di metallo, riescono a comprare un motore a due tempi di un vecchio tagliaerba, riuscendo poi a rimetterlo in funzione. Da qui nasce l'idea di costruirsi una automobile e fare un viaggio da soli attraverso la Francia. Non riuscendo tuttavia a immatricolare la macchina decidono di camuffarla da casetta da giardino per evitare, all'occorrenza, i controlli.
Terminata la scuola partono, senza dire nulla ai genitori, in direzione del Massiccio Centrale, dove Théo aveva soggiornato da piccolo. Arrivati a Nemours inavvertitamente parcheggiano nel giardino della casa di un dentista ossessionato dall'assenza dei suoi figli, che lo avevano ormai lasciato per vivere una vita propria. Egli li accoglie volentieri in casa, però Daniel e Théo decidono quasi immediatamente di fuggire, terrorizzati dal suo atteggiamento possessivo nei loro confronti.
Il giorno seguente Daniel dopo una lunga discussione sul fatto che venga spesso scambiato per una ragazza a causa dei capelli lunghi, decide di tagliarseli; però dopo una lunga ricerca, a sua insaputa, finisce in un bordello che aveva scambiato per un parrucchiere. Da qui,
a seguito di una rissa, fugge con un taglio assai bizzarro.
Dopo aver abbandonato l'idea di raggiungere il Massiccio Centrale a causa della difficoltà della strada, decidono di recarsi al lago dove soggiorna Laura, una loro compagna di cui Daniel è segretamente innamorato. Théo lo spinge ad andarle a parlare ma a causa del suo taglio di capelli Daniel si rifiuta e tra i due scoppia una discussione e alla fine entrambi si allontano in due direzioni diverse.
Daniel dopo aver trascorso la notte da solo riesce finalmente a tagliarsi i capelli e in breve tempo riesce a ritrovare Théo e a riappacificarsi con lui.
Malauguratamente la macchina, insieme al campo rom vicino al quale avevano parcheggiato, è andata in fiamme; ma per fortuna in un paese li vicino Daniel riesce a vincere, ad un concorso di disegno, due posti su di un volo per ritornare a Versailles. Ritornati a casa i due scoprono che la mamma di Théo, che soffriva di problemi cardiaci, è morta e per questo Théo è costretto ad andare a vivere con suo fratello, lontano da Daniel.
Il film finisce con i due amici che iniziano l'anno scolastico in due città diverse, il viaggio però ha fatto maturare il loro carattere, infatti Daniel non è più il ragazzo timido dell'anno precedente e quando uno dei suoi nuovi compagni insulta Théo, gli sferra un pugno per difendere l'onore dell'amico.

## Distribuzione
Il film è stato distribuito in Europa (da StudioCanal), negli Stati Uniti e in Giappone.

### Divieti
In alcuni paesi il film è stato vietato ai minori di 13 anni a causa della presenza di riferimenti sessuali. Negli Stati Uniti ha ricevuto il rating di Restricted della Motion Picture Association of America.

## Accoglienza

### Incassi
Il film ha incassato 220.000 euro in Francia e 62.000 euro in Italia.

### Critica
Il film ha ricevuto generalmente critiche positive, il sito Metacritic riporta un punteggio di 75 su 100 basato su 20 recensioni.
Il sito Rotten Tomatoes riporta una media di 7/10 fra le recensioni dei "Top Critics"..